# Klea Huta
Klea Huta, född 13 juli 1993 i Tirana, är en albansk skådespelerska, sångerska och programledare.
Våren 2013 var Huta värd för den populära albanska musikfestivalen Top Fest som vanns av Samanta Karavello. Under sommaren 2012 var hon sportjournalist vid Europamästerskapet i fotboll 2012. Hon har studerat vid Akademia e Arteve.
I december 2013 kom Huta att leda finalen av Festivali i Këngës 52, Albaniens uttagning till Eurovision Song Contest 2014, tillsammans med Enkel Demi.